# 释明真
释明真（1902年—1989年），俗姓赵，名哲，法号真慈，男，湖北荆门人，中国佛教僧人，曾任中国佛教协会副会长。